# Ekne
Ekne is een plaats in de Noorse gemeente Levanger, provincie Trøndelag. Ekne telt 264 inwoners (2007) en heeft een oppervlakte van 0,27 km².